# بلقاس
بِلقاس، مدينة مصرية، تتبع محافظة الدقهلية إدارياً، وهي قاعدة مركز بلقاس.

## التاريخ
تعد بلقاس من النواحي القديمة، حيث كانت تتبع ناحية «الميما والمعسكر» التي كانت من الأعمال الدنجاوية وقت الروك الصلاحي، ثم صارت تابعة للأعمال الغربية في زمن الروك الناصري. قُيّدت أراضيها باسم «بلقاس» بسبب خراب قرية «الميما والمعسكر» في نهاية العصر المملوكي في التربيع العثماني سنة 933هـ/1527م، نظرًا لكونها أشهر توابع القرية المندثرة وقتئذ، وعندما أجرى محمد علي باشا تقسيمه الجديد للبلاد سنة 1240هـ/1826م، صارت بلقاس من توابع قسم «بلاد الأرز شرقًا» الذي كانت قاعدته شربين التابع وقتئذ لمديرية الغربية.
صدر قرار بنقل قاعدة المركز إلى بلقاس سنة 1892م مع احتفاظ المركز باسمه «بلاد الأرز شرقًا» حتى يوم 22 فبراير 1896م الذي غير فيه اسم المركز إلى «مركز بلقاس» نسبة إلى قاعدته الجديدة، لكن لم يستمر الأمر كثيرًا فألغي المركز في العام التالي 1897م وأعيد مركزه إلى شربين باسم «مركز شربين».
كانت أرضي بلقاس تبلغ نحو 80,350 فدان في عام 1900 فأصدرت وزارة المالية قرار بتقسيمها إلى خمس أقسام قسم أول (هذه المدينة) وقسم ثاني (كفور الغاب) وقسم ثالث (الدومين) وقسم رابع (الخلالة) وقسم خامس (الشركة). أصدر وزير الداخلية فؤاد سراج الدين باشا قرار بفصل 22 ناحية من نواحي مركز شربين لإنشاء مركز جديد باسم «مركز بلقاس» التي اختيرت لتكون قاعدة له في 25 أغسطس 1943م. نقلت إدارة بلقاس من مديرية الغربية إلى مديرية الدقهلية في عام 1955. أعيد إنشاء مركز بلقاس لاحقا من مركز شربين.

## السكان
بلغ عدد سكان المدينة 139,985 نسمة في تقدير يوليو 2024 منهم 69,918 ذكر و70,067 أنثى.
| السنة | عدد السكان | السنة | عدد السكان |
| ----- | ---------- | ----- | ---------- |
| 1882  | 2471       | 1986  | 72,040     |
| 1897  | 19,407     | 1996  | 87,538     |
| 1927  | 19,032     | 2006  | 103,550    |
| 1947  | 34,771     | 2017  | 119,804    |
| 1960  | 38,376     | 2024  | 139,985    |
| 1976  | 50,220     |       |            |